# Tübingen
Tubingue
Ne doit pas être confondu avec Tuttlingen.

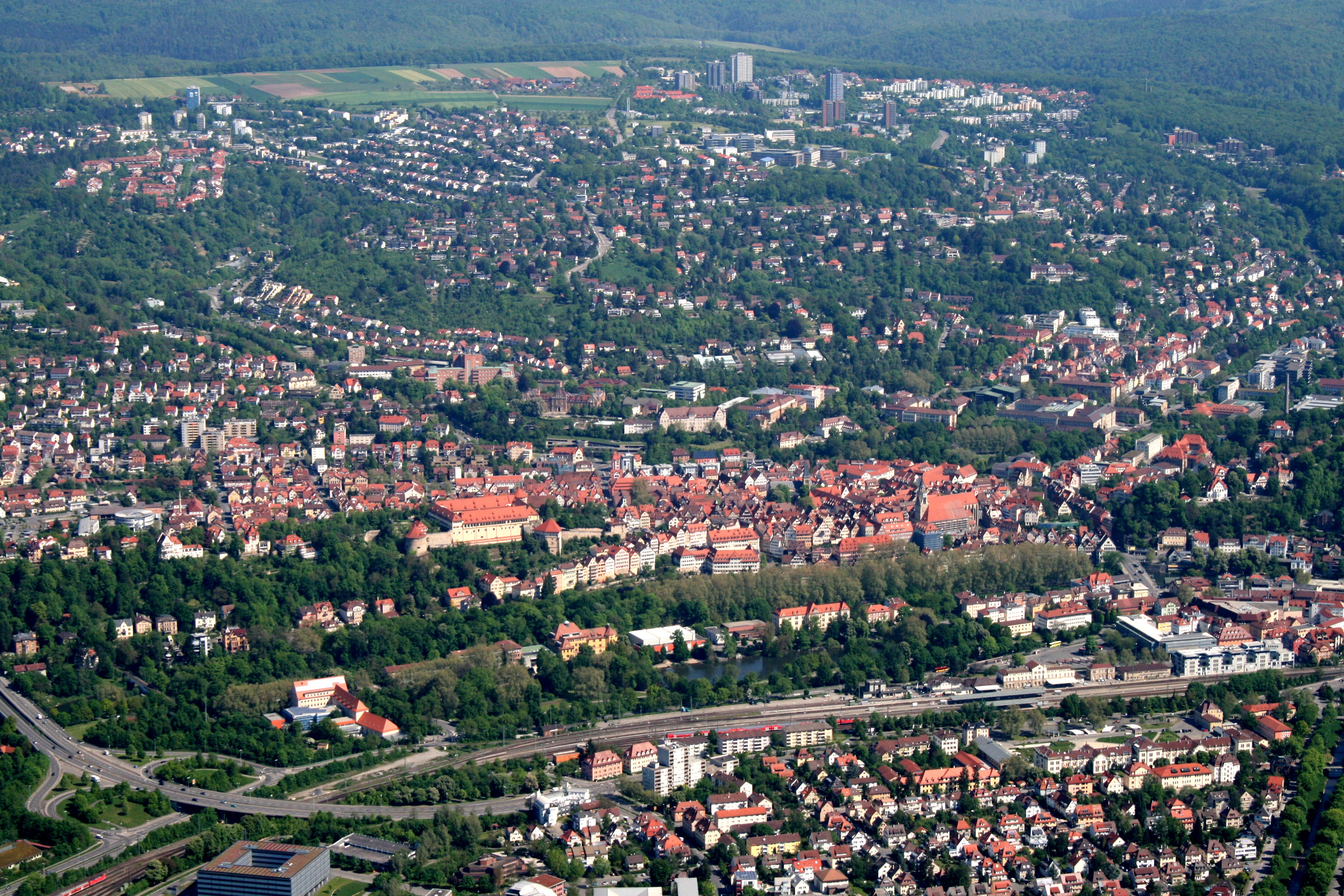
Tübingen

Tübingen (prononcé :  ; en souabe : Dibenga), aussi appelée Tubingue, est une ville universitaire allemande, située au centre du Land de Bade-Wurtemberg. Première ville importante traversée par le Neckar, elle se trouve à 40 km au sud de Stuttgart. La ville est le chef-lieu du district de Tübingen et de la région administrative du même nom. La ville est peuplée de 87 464 habitants, ce qui la place douzième dans le classement des plus grandes villes de Bade-Wurtemberg. Elle est très réputée pour son université, l'université Eberhard Karl de Tübingen, qui fait d'elle une des villes d'Allemagne les plus peuplées par des jeunes (l'âge moyen au 31 décembre 2015 étant de 39,1 ans). La ville est la troisième plus grande de Bade-Wurtemberg en superficie.
En 1965, le Conseil de l'Europe lui décerne le prix de l'Europe.

## Dénomination

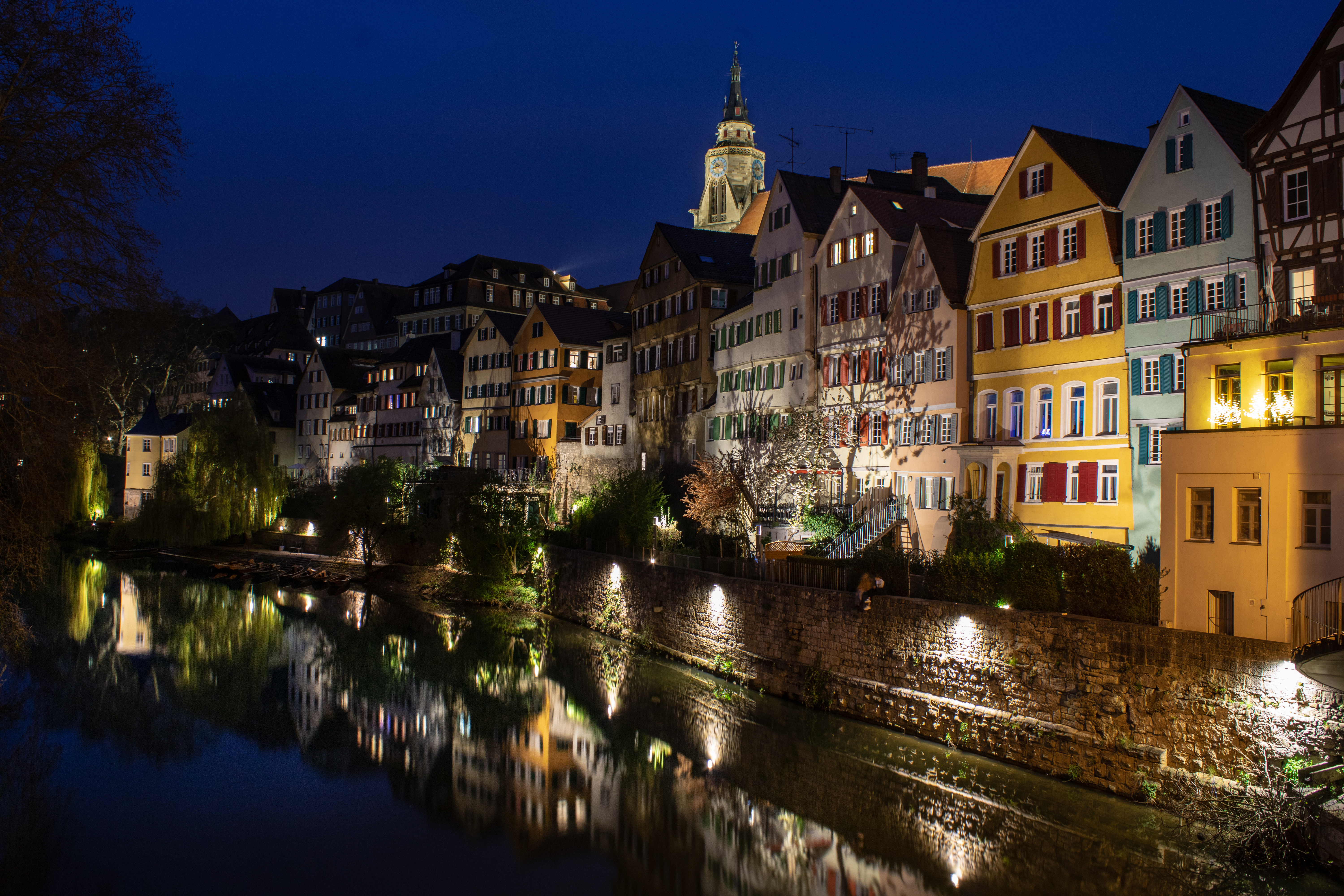
Tübingen, les rives du Neckar

Un écrit de 1078 mentionne la place forte de « Twingia » ou « Tuingia », l'étymologie du terme pourrait venir du nom du fondateur, Tuwo. Le nom de la ville a ensuite progressivement évolué au Moyen Âge vers sa forme actuelle.

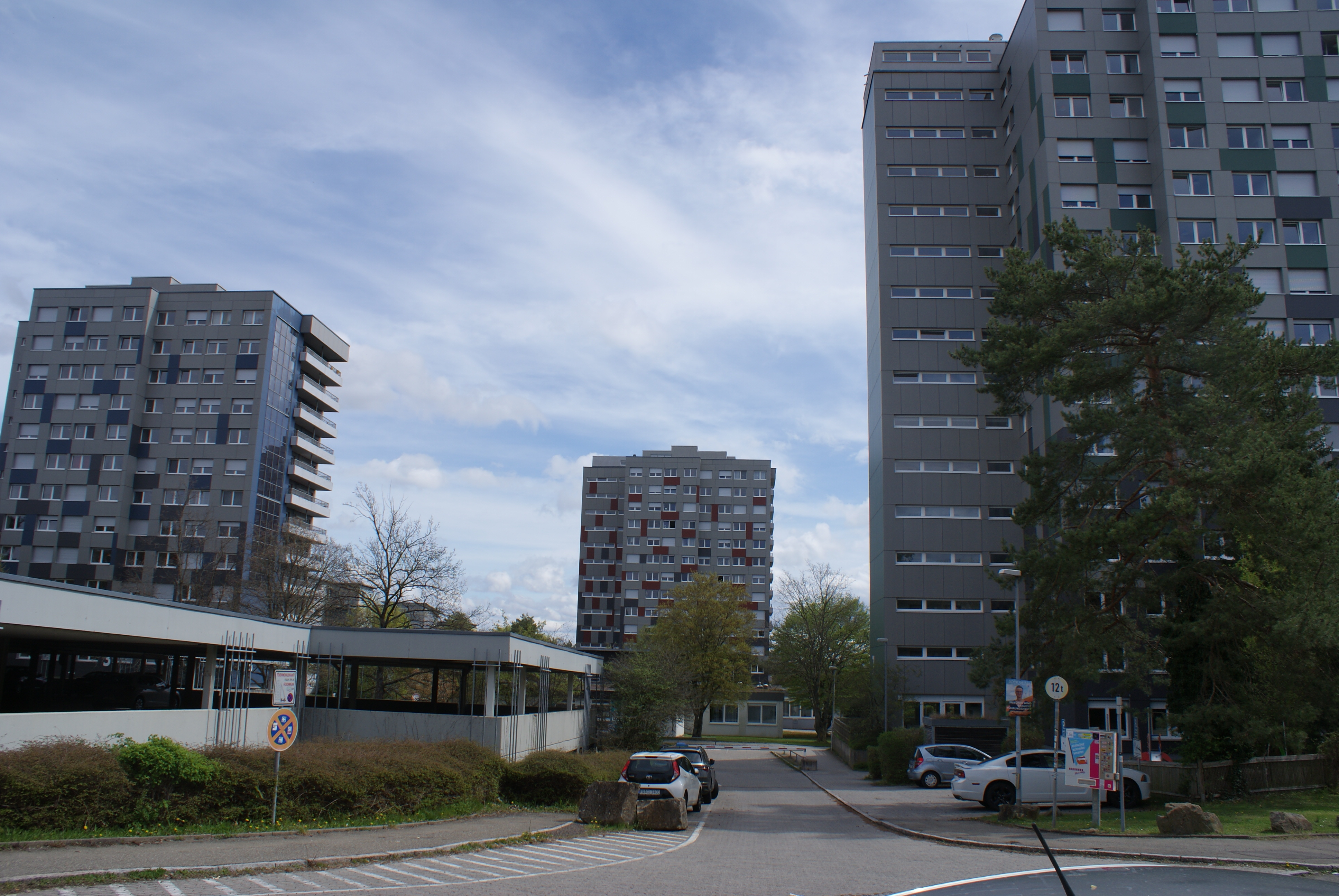
Vue sur le quartier estudiantin Waldhäuser Ost connu pour ses grands immeubles bâtis dans les années 1960-1970

Il a existé une traduction française du nom de la ville, Tubingue, mais elle est largement tombée en désuétude au moins depuis la Seconde Guerre mondiale : les divers services des Forces françaises en Allemagne qui ont eu un cantonnement à Tübingen de 1945 jusqu'au début des années 1990, ainsi que la Direction de l'enseignement français en Allemagne, faisaient toujours usage de la dénomination allemande.

## Géographie

### Situation géographique
Tübingen est situé entre la Forêt Noire et le Jura souabe. À Tübingen se jette le Goldersbach dans l'Ammer ainsi que le Steinlach dans le Neckar. Dans le centre-ville de Tübingen se trouvent aujourd'hui le château Hohentübingen et le château Österberg. Le point le plus bas de l'aire urbaine de Tübingen se trouve à l'est de la vallée du Neckar, à 307 mètres d'altitude, et le point culminant dans le quartier Hagelloch, à 515,2 mètres d'altitude. Au nord de la ville commence le parc naturel Schönbuch et le Jura souabe à environ 13 km au sud-ouest

### Barycentre de Bade-Wurtemberg
À Tübingen, aux environs du jardin botanique de la forêt Élysée, se trouve d'après la méthode de calcul des barycentres, le centre géographique du Bade-Wurtemberg (le point48° 32′ 15,9″ N, 9° 02′ 28,21″ E). Cependant, le centre géographique déterminé par les points extrêmes du Land est situé dans la ville voisine de Böblingen.

## Histoire
| Appartenances historiques Comté palatin de Tübingen 1007-1342 Comté de Wurtemberg 1342-1442 Comté de Wurtemberg-Stuttgart 1442-1482 Comté de Wurtemberg 1482-1495 Duché de Wurtemberg 1495-1803 Électorat de Wurtemberg 1803–1806 Royaume de Wurtemberg 1806–1918 Empire allemand 1871-1918 République de Weimar 1918–1933 Reich allemand 1933–1945 Allemagne occupée 1945–1949 Allemagne de l'Ouest 1949–1990 Allemagne 1990-présent |

Si la région de Tübingen est peuplée depuis la préhistoire (fin du paléolithique), la ville s'est développée autour du château de Hohentübingen (probablement fondé en 1037) au cours du Moyen Âge. L'existence d'un marché y est attestée depuis la fin du XIIe siècle, et une charte de ville est accordée quelques années plus tard (avant 1231). La ville devient en quelques décennies, un lieu de savoir, avec l'installation de deux ordres monastiques vers la fin du XIIIe siècle puis d'une école de latin (Schola anatolica) en 1300. Le château de Hohentübingen et la ville passent aux mains des comtes de Wurtemberg en 1342.

Dans la Stiftskirche de Tübingen
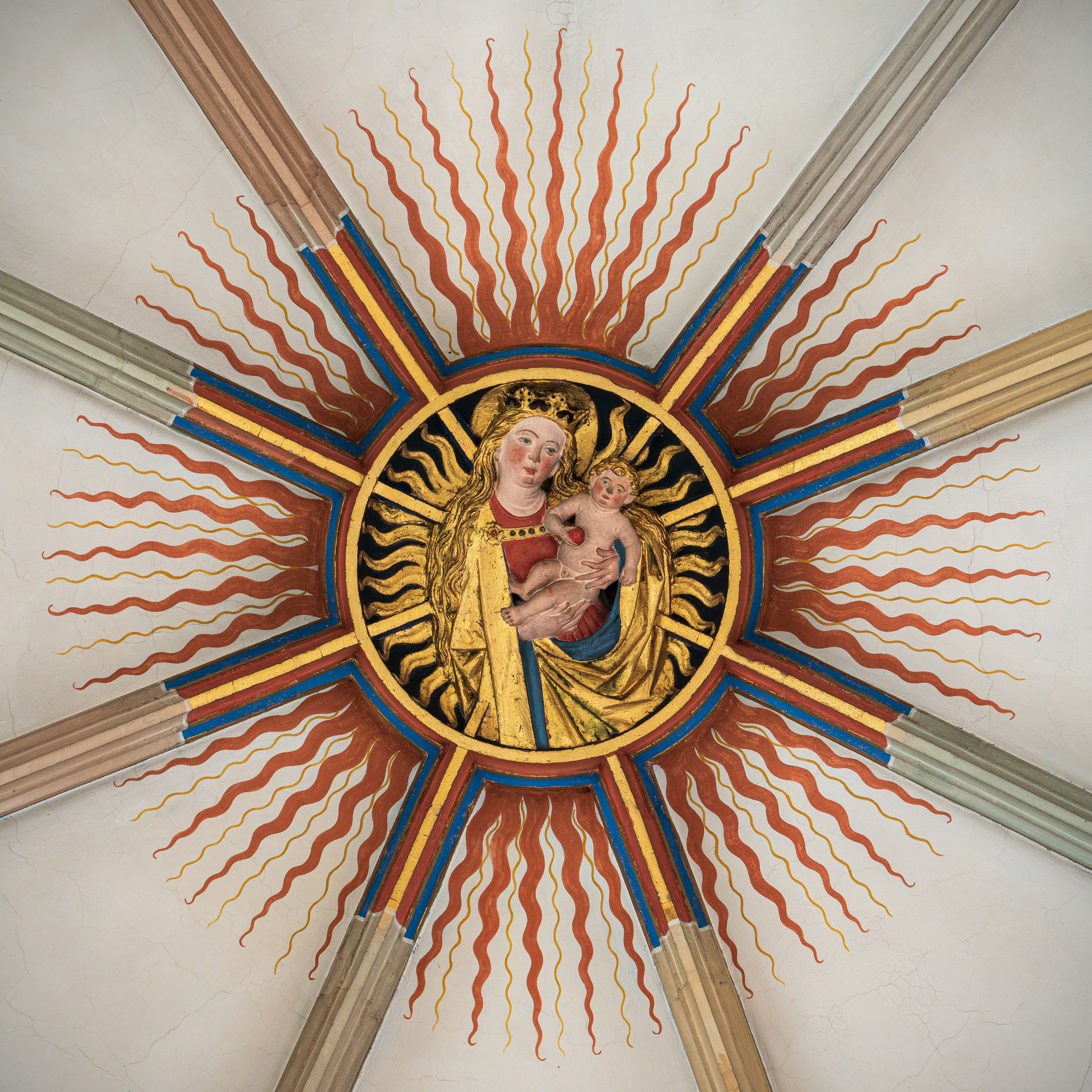
Madonne et enfant sur la voûte de la Stiftskirche (Tübingen) (de).
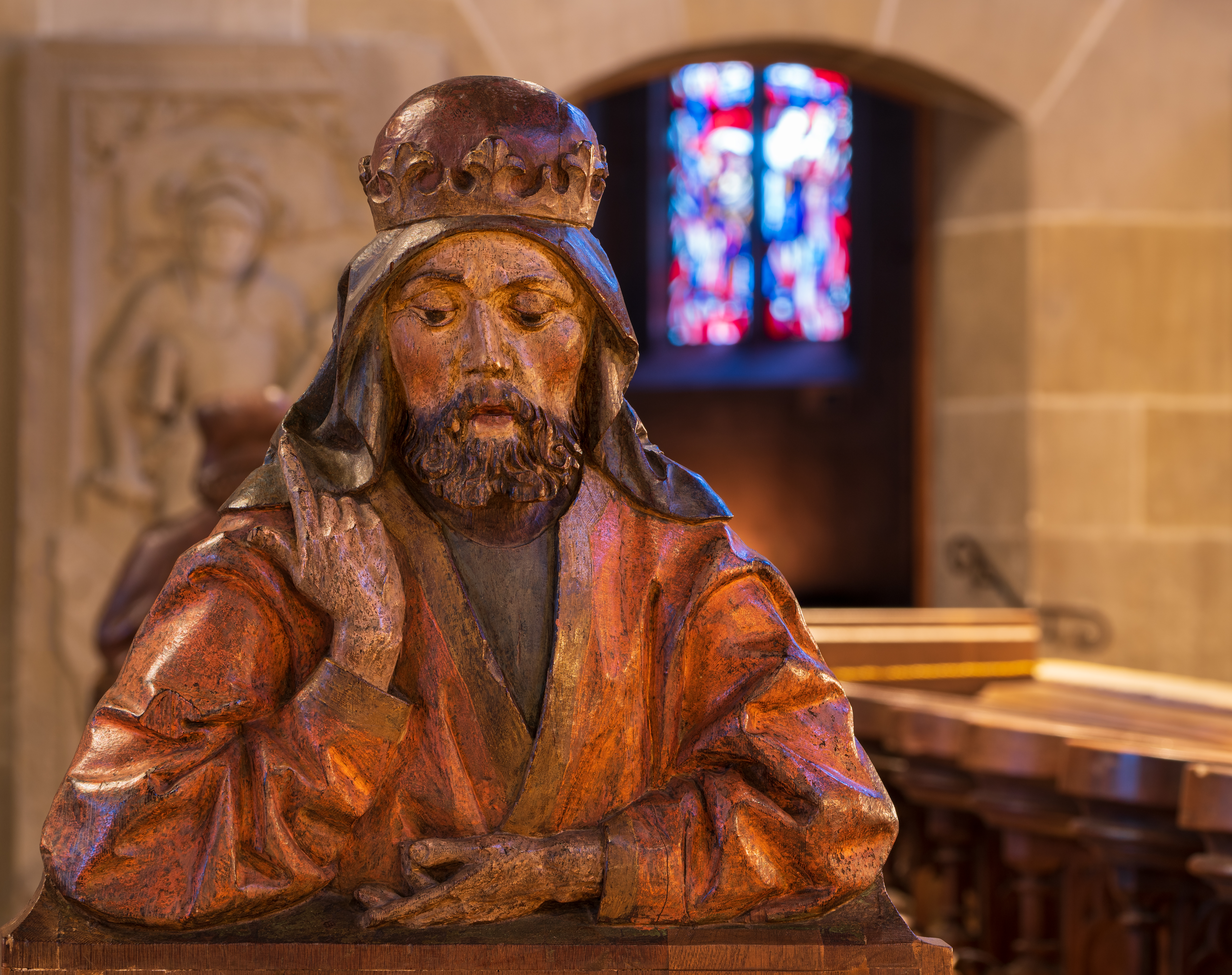
Le roi David, statuette en bois dans la Stiftskirche (Tübingen) (de). Janvier 2020.
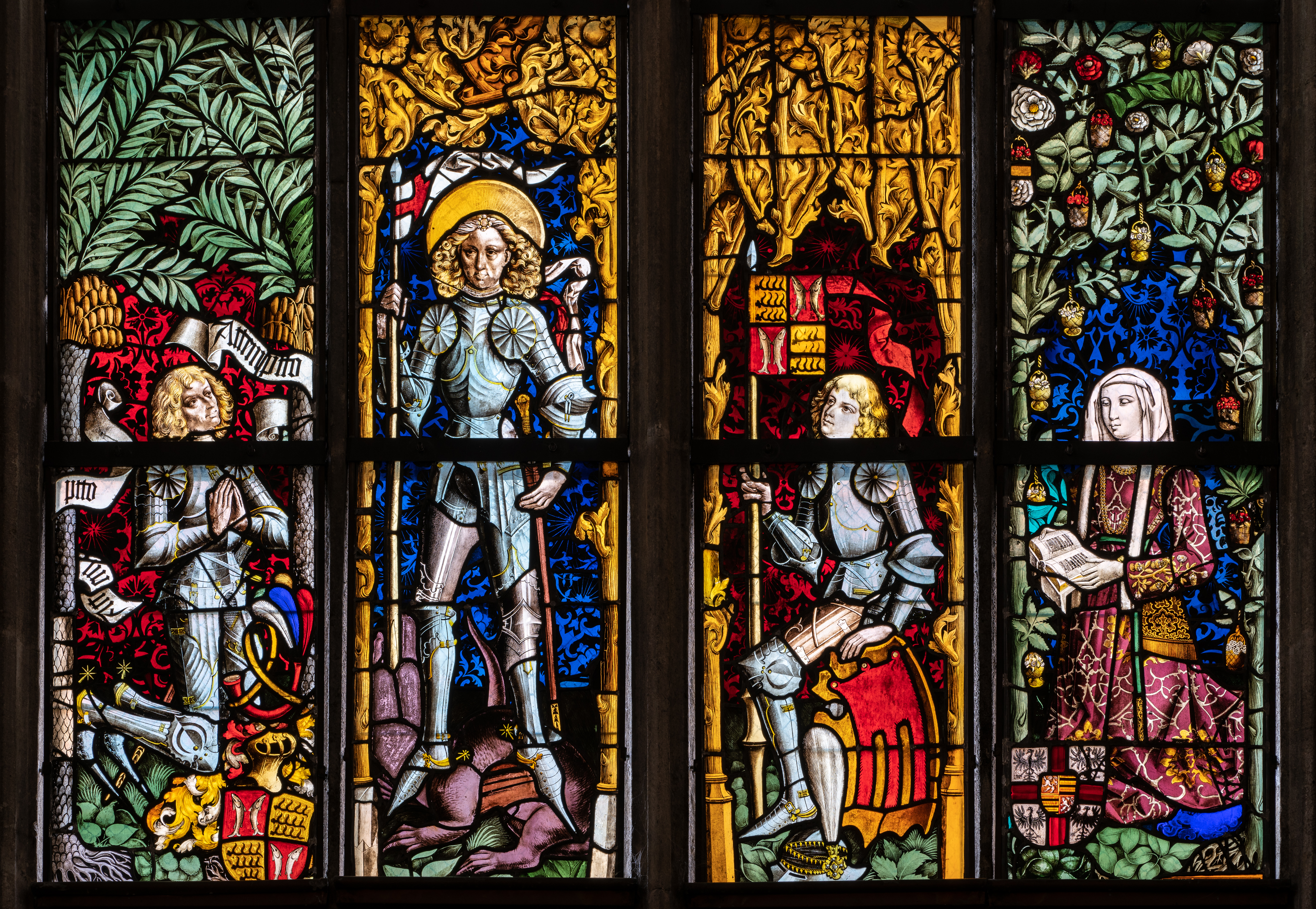
Partie inférieure d'un vitrail montrant le patron et fondateur de la Stiftskirche (Tübingen) (de). Ce vitrail a été réalisé par Peter Hemmel von Andlau vers 1578. Sur la gauche est représenté Eberhard V de Wurtemberg, fondateur de l'université de Tübingen, au milieu Georges de Lydda, le patron de l'église, l'identité du personnage suivant est incertaine, et à droite Barbara Gonzaga, première duchesse consort du Wurtenberg.
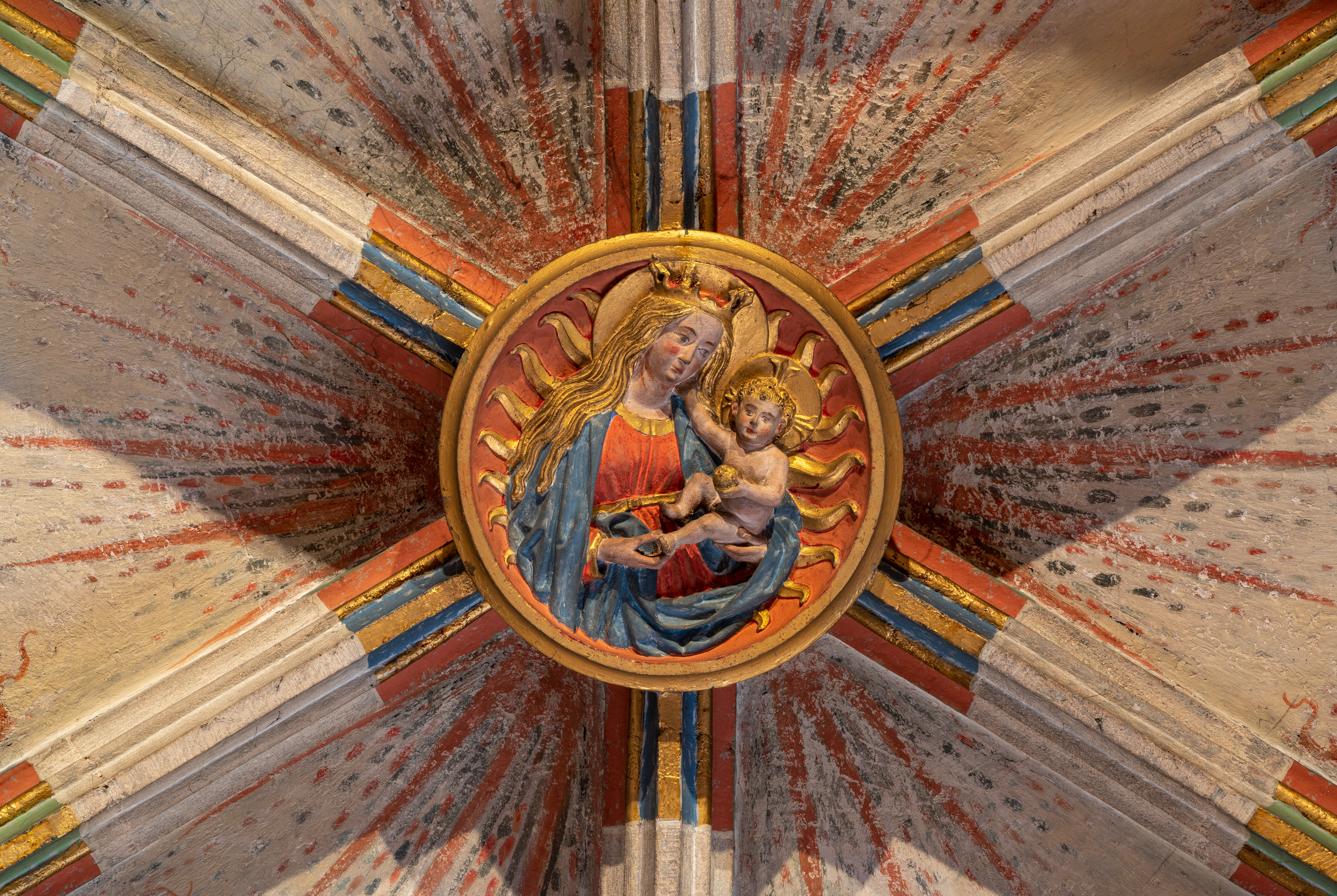
Clé de voûte (architecture) dans la Stiftskirche (Tübingen) (de). Octobre 2018.

La ville acquiert une importance majeure dans le comté et au-delà avec la fondation par Eberhard V de l'université en 1477 (aujourd'hui université de Tübingen).
La réforme protestante se traduisit par des changements majeurs pour la ville, avec le départ des ordres monastiques vers 1535 ; leur rôle intellectuel fut remplacé quelques années plus tard par l'installation du séminaire évangélique. Le plus dommageable pour la ville fut la guerre de Trente Ans, avec un pillage en 1625, et l'occupation par les troupes bavaroises puis françaises, sans compter une épidémie de peste tuant environ 1500 personnes en 1635 et 1636.
En 1647, la ville et le château sont assiégés (de) par les troupes françaises.

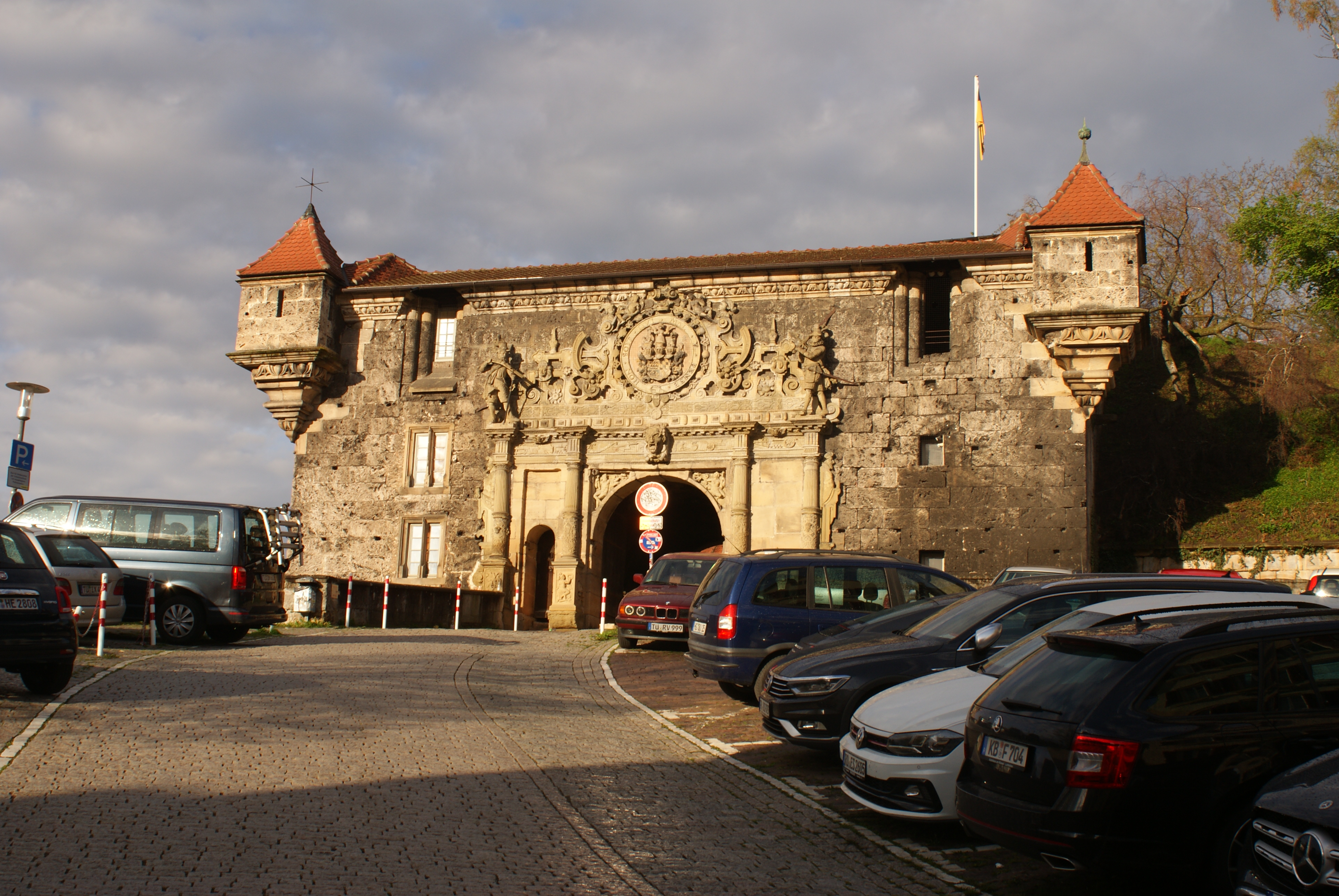
Entrée du Schloss Hohen Tübingen, château de Tübingen datant du XIe siècle.

Si la ville continua de jouer un rôle important sur le plan intellectuel avec son université, elle ne connut un nouvel essor qu'au début du XIXe siècle, quand elle s'étendit au dehors de ses limites du Moyen Âge – comme en témoigne la construction vers 1840 de la « Neue Aula », bâtiment universitaire en style classique.
Après 1945, la ville a servi de garnison à plusieurs entités des Forces françaises en Allemagne :
- le 24e groupe de Chasseurs,
- le 5e régiment de Dragons.
- le détachement de la 2e compagnie du 5e bataillon du Matériel de division blindée,
- la batterie d'instruction du 24e Régiment d'Artillerie,
- le détachement du 612e groupement du Commissariat de l'Armée de Terre,
- le bureau postal militaire no 416.

### Histoire de la communauté juive

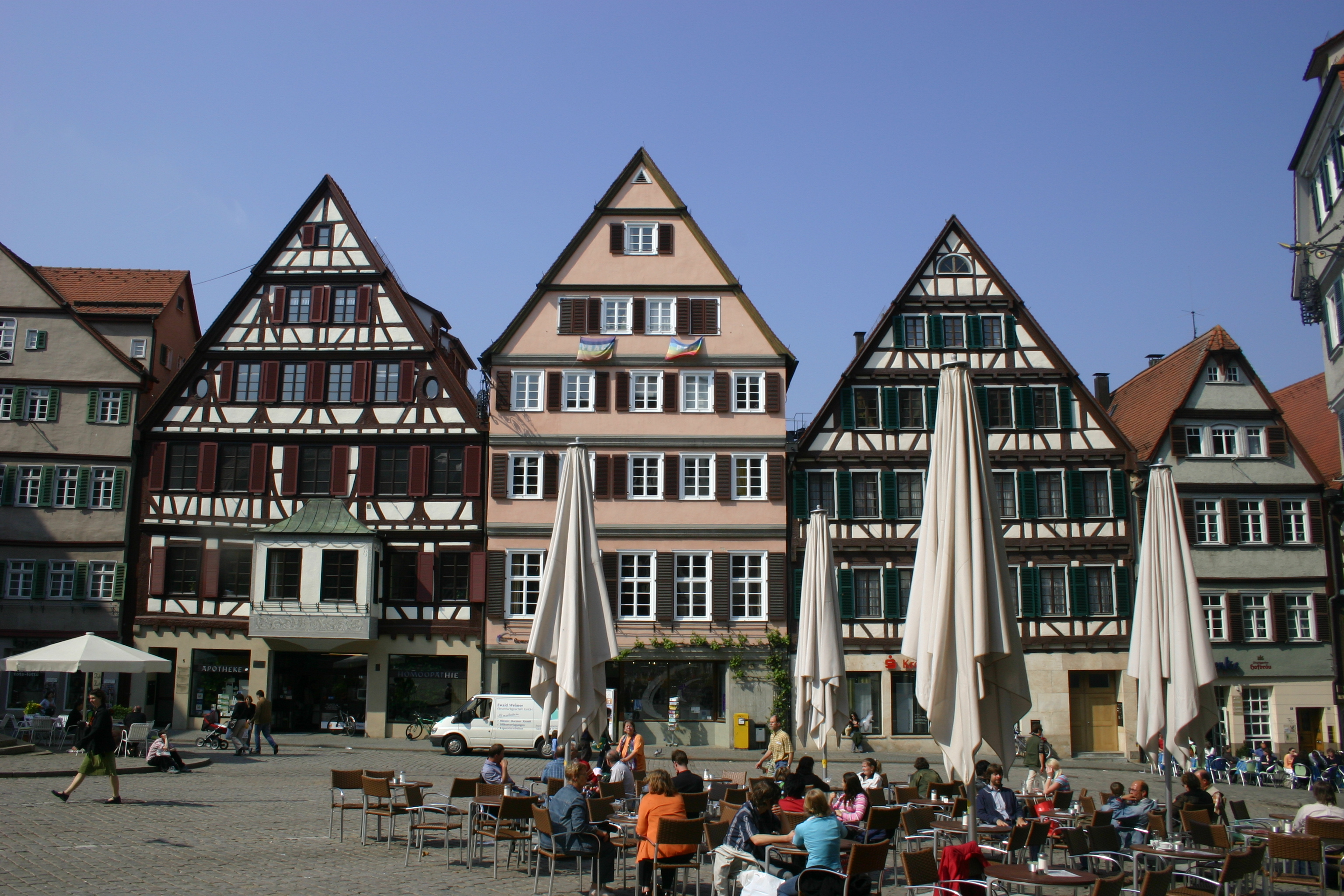
Place du marché dans la vieille ville de Tübingen.

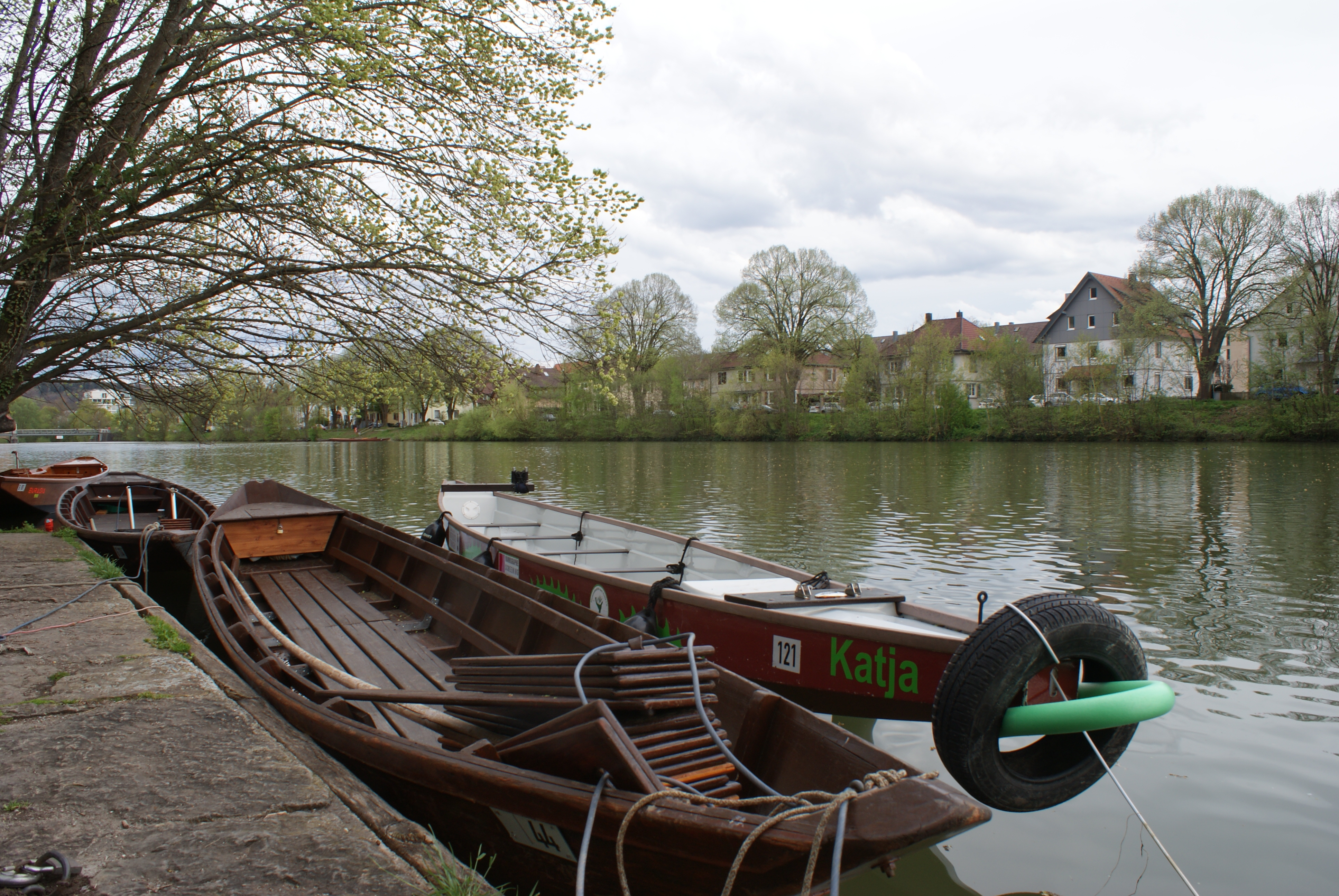
Deux Stocherkähne sur le Neckar. Le Stocherkahn est une embarcation qui se dirige à l'aide d'une perche.

## Urbanisme

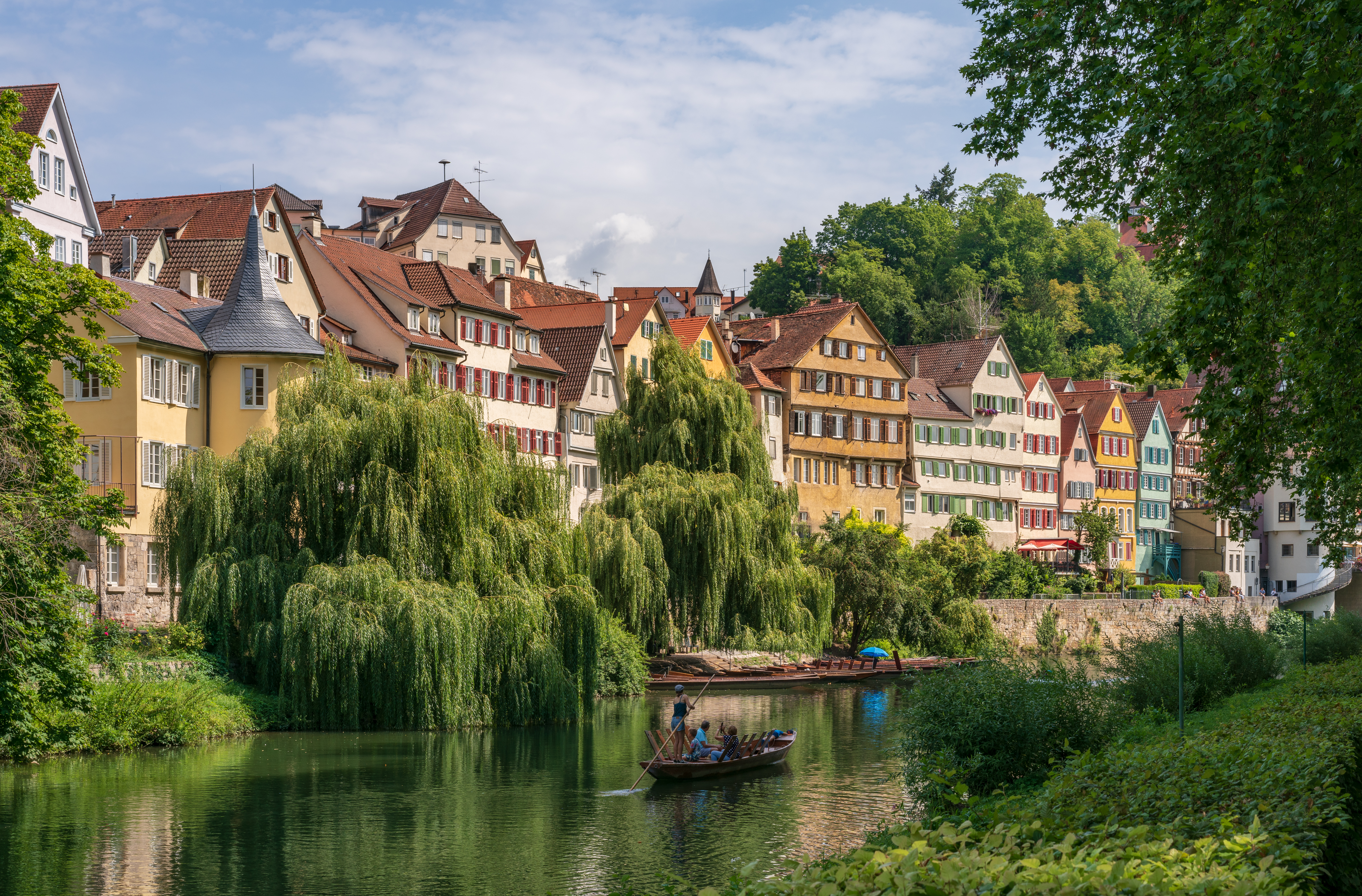
Tübingen sur les rives du Neckar. Août 2019.

Le « quartier français », ancienne base militaire de l’armée française après la Seconde Guerre mondiale devenue friche industrielle, a été décontaminé puis réhabilité progressivement par la ville depuis 1993. 75 à 85 % des logements neufs du quartier obéissent aux principes de l’habitat participatif. En ce sens, les habitants prônent l'entraide et le partage des objets du quotidien.
La vente des terrains auprès des coopératives d'habitants ne se fait pas sans conditions. Ces dernières sont strictes afin de garantir une certaine homogénéité urbanistique et des normes environnementales avant-gardistes. Ainsi les habitations ne dépassent pas 6 étages, doivent respecter des normes de réductions d'énergie et des projets sociaux et écologiques sont organisés pour chaque coopératives.
Les habitants construisent leurs propres maisons. Certains bâtiments sont réhabilités tels la caserne qui est aujourd'hui un lieu étudiant, et les écuries des ateliers d'artistes.

## Jumelages
- Monthey (Suisse) depuis 1959
- Aix-en-Provence (France) depuis 1960
- Ann Arbor (États-Unis) depuis 1965
- Durham (Royaume-Uni) depuis 1969
- Aigle (Suisse) depuis 1973
- Petrozavodsk (Russie) depuis 1989
- Pérouse (Italie) depuis 1994
- Villa El Salvador (Pérou) depuis 2006
- Moshi (Tanzanie) depuis 2014

Jumelage collège des Voirets (Suisse)

### Jumelages des quartiers de Tübingen
Quartier Kilchberg (de)
- Kilchberg (Suisse) depuis 1981

Quartier Hirschau (de)
- Kingersheim (France) depuis 1963

Le quartier Unterjesingen (de) entretient des relations d'amitié avec Iklad en Hongrie depuis 1991

## Personnalités liées à la ville
Personnalités ayant vécu à Tübingen
- Alois Alzheimer, médecin
- Paul Clemens von Baumgarten (1848-1928), médecin pathologiste à l'Université Eberhard Karl
- Heinrich Bebel
- Ernst Bloch, philosophe marxiste
- Dietrich Bonhoeffer, théologien et résistant au nazisme
- Charles Bourcier (1882-1914), écrivain, y réside en 1902, mort pour la France
- Rudolf Jakob Camerarius (1665-1721), médecin et botaniste, a mis en évidence la sexualité des plantes
- Israel Gottlieb Canz (1690-1753), philosophe et théologien
- Jean Chevallier, gouverneur français de la province (1945-1949), stationné à Tübingen
- Eugen Coșeriu, philologue d'origine roumaine

Johann Friedrich Cotta (1764-1832), éditeur, industriel, et homme politique.
- Theodor Dannecker (+1945), officier nazi
- Samuel Eisenmenger
- Lisa Federle, médecin allemande et urgentiste
- Wilhelm Ganzenmüller, historien
- Adam Gatternicht, lithographe et auteur de nombreuses vues de Tübingen
- Kurt Gerstein, ingénieur, témoin de la Solution finale.
- Johann Georg Gmelin (1709-1755), médecin, botaniste, explorateur de la Sibérie.
- Samuel Gottlieb Gmelin (1744-1794) botaniste, explorateur du Turkestan
- Hans Gmelin (de) (1911-1991), juriste, Oberbürgermeister de Tübingen
- Ulrich Gmelin (de) (1912-1944), historien et germaniste, docteur en philosophie, frère du précédent.
- Wilhelm Hauff, écrivain
- Georg Wilhelm Friedrich Hegel, philospophe de l'Idealisme
- Hermann Hesse, écrivain
- Friedrich Hölderlin, poète
- Johannes Kepler, astronome
- Horst Köhler, Président d'Allemagne 2004-10
- Manfred Korfmann, archéologue et explorateur de l’ancienne Troie 1987-2005
- Dieter Thomas Kuhn, chanteur
- Hans Küng, théologien catholique, critique de l’église officielle
- Bernard Combes, homme politique français membre du PS.
- Philippe Mélanchthon, réformateur protestant
- Friedrich Miescher, découvreur de l’acide nucléique
- Claudia Ott, traductrice des Mille et Une Nuits
- Wilhelm Gottfried Ploucquet (1744-1814), médecin et bibliographe allemand.
- Josef Alois Ratzinger, pape
- Paul Schneider (1897-1939), pasteur protestant allemand, opposant et victime de la dictature nazie
- Werner Spies, historien d'art et conservateur de musée, né à Tübingen en 1937
- Johannes Stöffler, mathématicien, physicien et astronome de Tübingen[4]
- Michel Tournier, écrivain français
- Gottlieb Konrad Christian Storr
- Ludwig Uhland, écrivain, avocat, homme politique et deputé à la revolution de 1848/49
- Déspina Vandí, chanteuse grecque
- Eberhard V de Wurtemberg, fondateur de l'Université 1477
- Sung Yu-ri, chanteuse et actrice sud-coréenne
- Thilo Kehrer, footballeur allemand